# Príam
Príam (grec Πρίαμος, Priamos) a la mitologia grega és el rei de Troia al temps de la guerra homònima. La majoria d’estudiosos deriven l’etimologia del nom del luwi 𒉺𒊑𒀀𒈬𒀀 (Pa-ri-a-mu-a-, o «excepcionalment coratjós»).

## La família de Príam
Era fill de Laomedont. El nom de la seva mare no s'esmenta a la Ilíada, però algunes tradicions fan que sigui Estrimo, la filla del déu-riu Escamandre, però altres l'anomenen Plàcia o Leucipe. El nom original de Príam fou Podarces, que després va canviar.
Va estar casat amb moltes dones. Primer amb Arisbe, amb qui va tenir:
- Èsac, l'hereu mort abans de la Guerra

Posteriorment abandonà Arisbe en mans d'Hirteu i es casà amb Hècuba, de qui tingué, entre d'altres:

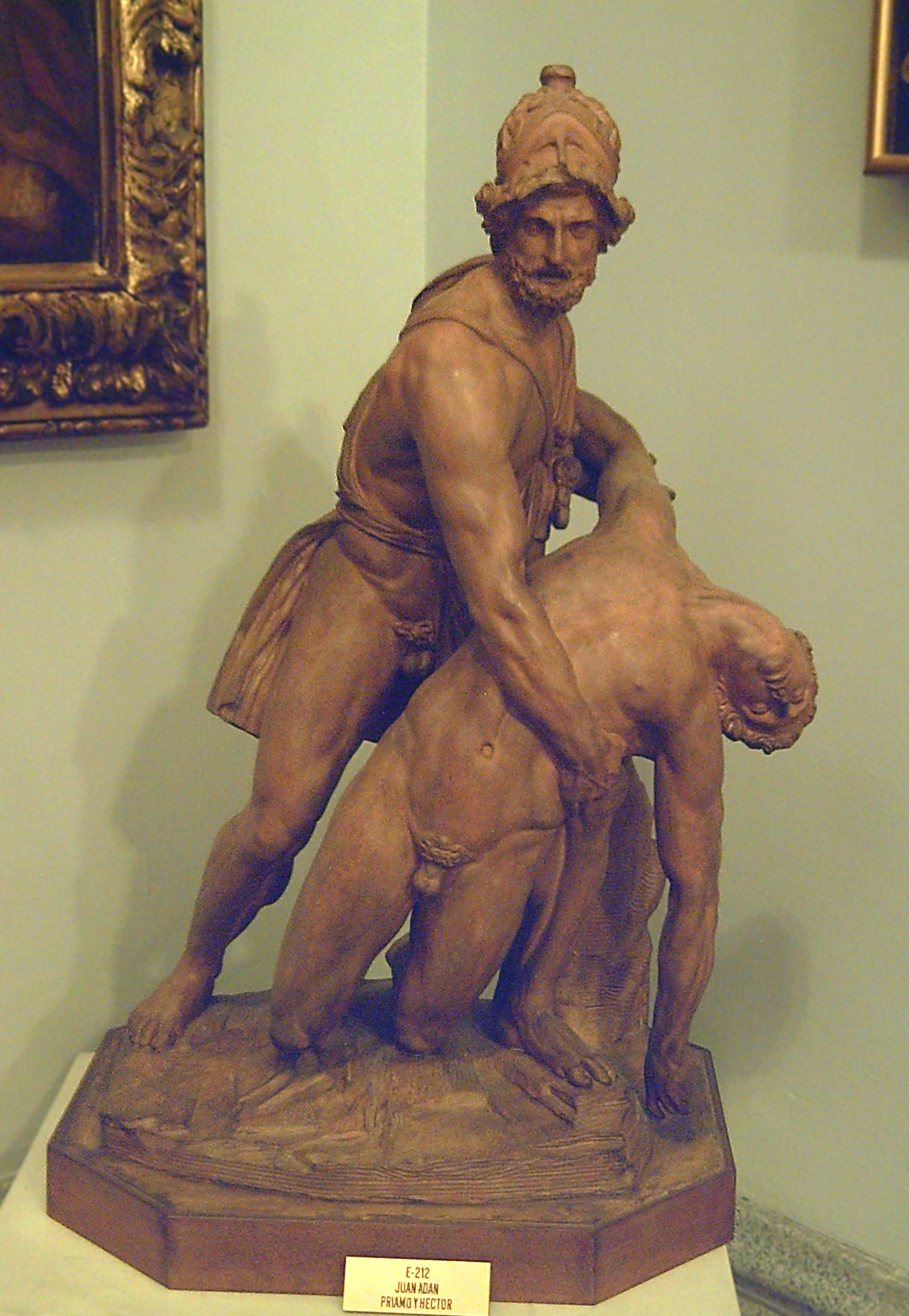
Príam i Hèctor, escultura de Juan Adán (R.A.B.A.S.F., Madrid)

- Hèctor, l'heroi mort a mans d'Aquil·les durant la Guerra de Troia
- Paris, el fill perdut que provocà la Guerra
- Deífob, marit d'Helena després de la mort de Paris
- Helen, esclau de Neoptòlem després de la guerra
- Pammon
- Polites
- Àntif
- Hipponous
- Polidor, exiliat a Tràcia
- Troilos, que passava també per fill d'Apol·lo
- Ilione
- Creusa, casada amb Enees
- Laodice
- Políxena, la traïdora d'Aquil·les
- Cassandra, l'endevina

De la seva relació amb l'esclava Orynia, en va néixer Helios, amb la filla del rei dels leleges, Laòtoe, va tenir Licàon i Polidor, i amb la dama troiana Castianeira d'Aesyme va tenir Gorgitió.
Altres fills seus de diferents dones foren:
Melanip, Filèmon, Hipòtous, Glauc, Agató, Quersidamant, Evàgoras, Hipodamant, Mèstor, Atas, Dòricle, Driops, Biant, Cromi, Astígon, Telestas, Evandre, Cebriones, Mili, Arquèmac, Laòdoc, Equèfron, Hiperíon, Ascani, Democoont, Aret, Diopites, Cloni, Equèmmon, Hipèroc, Egeoneu, Lisítous, Polimedont, Medesicast, Lisímac, Aristodem, Càon i així fins a 50 fills i unes quantes filles. Aquesta llista la dona Apol·lodor.

## Biografia
La Ilíada dona poques dades sobre la biografia de Príam abans de la guerra de Troia. El poema explica que en altre temps havia combatut les amazones com a aliat d'Otreu, rei de Frígia. Els mitògrafs han conservat l'episodi més important de la seva infantesa, la presa de Troia per Hèracles. Príam, encara nen, va ser fet presoner per Hèracles juntament amb la seva germana Hesíone. Hèracles va donar en matrimoni Hesíone al seu amic Telamó, i va oferir a la noia el regal que volgués. Hesíone va demanar la llibertat del seu germà, que llavors es deia Podarces. Hèracles ho va acceptar i va fer una venda simbòlica del nen a Hesíone, que li va canviar el nom per Príam, que significa "aquell que ha estat venut". Com a únic supervivent dels fills de Laomedont, Hèracles el va coronar rei de Troia. Príam va estendre els seus dominis per tota la regió i per les illes de la costa d'Àsia menor.
Príam va enviar a l'illa de Salamina a Antènor i a Anquises, per demanar el retorn de la seva germana Hesíone, casada amb Telamó, fill d'Èac. La polis grega i la princesa es negaren als desitjos de Príam, qui envià el seu fill Paris a l'Esparta del rei Menelau en senyal d'aliança. Fou en aquesta trobada quan Paris conegué la reina Helena i marxaren junts cap a Troia. Aquest fet desencadenà la Guerra de Troia, que acabaria amb la destrucció de la ciutat pels grecs.
El paper de Príam a la Ilíada està més aviat desdibuixat. És molt vell per prendre part a la guerra i normalment presideix el consell, però la seva opinió no és vàlida sempre. Normalment s'imposa Hèctor. No s'oposa als plans de Paris ni al segrest d'Helena, i es mostra comprensiu amb la princesa. Es caracteritza per la seva pietat, i per això va tenir el favor de Zeus. De fet controla els esdeveniments, però no s'hi implica si no és contra la seva voluntat. Príam va veure com morien un a un els seus fills, i, quan Hèctor va caure en mans d'Aquil·les i aquest s'endugué el seu cos al campament grec, Príam s'humilià i va a anar a trobar el vencedor per oferir-li un rescat pel cadàver del seu fill.
La seva mort és explicada per les epopeies posteriors a la Ilíada. Quan Príam veu que l'enemic assalta el palau, vol agafar les armes per defensar els seus, però Hècuba li ho impedeix, i l'arrossega vora un altar coronat de llorer, perquè tingui la protecció dels déus. Allà, Príam veu com Neoptòlem, el fill d'Aquil·les, mata el seu fill Polites, que també buscava la protecció de l'altar. Neoptòlem agafa l'ancià dels cabells, el separa de l'altar i el degolla. El seu cadàver va quedar insepult. Una altra tradició explica que Neoptòlem va arrossegar Príam fins a la tomba d'Aquil·les, fora de la ciutat, i el matà allí.